# 李天文 (1940年)
李天文（1940年1月—2022年4月10日），男，汉族，河南南阳人，中华人民共和国政治人物，曾任中共渭南市委书记，陕西省人大常委会副主任，陕西省关心下一代工作委员会主任。

## 生平
1958年考入西安交通大学水利系。1960年该系并入新成立的陕西工业大学。1963年毕业后，历任渭南地区洛惠渠管理局技术员、工程师。1980年11月至1981年12月，任洛惠渠管理局党委委员、副局长。1982年1月至1983年7月，任局长。1982年4月获陕西省劳动模范称号。1983年8月至1987年2月，任中共渭南地委委员、渭南地区行署副专员。1987年3月至1988年7月，任中共渭南地委副书记。1988年8月任中共渭南地委书记。1995年设立地级渭南市后，继续担任市委书记。1996年2月10日，在陕西省第八届人民代表大会第四次会议补选为陕西省人大常委会副主任。2003年期满卸任后，担任中共陕西省委第一巡视组组长。2009年8月退休。2003年至2019年，担任陕西省关心下一代工作委员会（陕西省关工委）主任。2022年4月10日23时25分在西安逝世。